# قوانين حمل السلاح

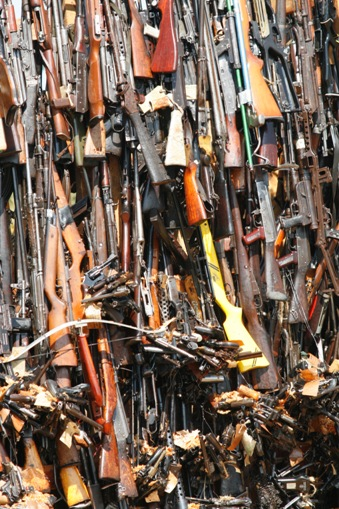

تنظم سياسات وقوانين السلاح (يشار إليها مجتمعةً بتنظيم الأسلحة النارية أو التحكم في الأسلحة) تصنيع وبيع ونقل وحيازة وتعديل واستخدام المدنيين للأسلحة الصغيرة.
قد تمنح قوانين بعض البلدان المدنيين حق حيازة الأسلحة وحملها، وتمتلك قوانين أكثر حرية لتنظيم الأسلحة من الولايات القضائية للدول المجاورة لها. ستفرض الدول التي تنظم الوصول إلى الأسلحة الصغيرة عادةً قيودًا على بعض فئات هذه الأسلحة ومن ثم ستفرض قيود على فئات الأشخاص الذين يمنحون ترخيصًا للوصول إلى هذه الأسلحة. يمكن أن يكون هناك تراخيص مختلفة للصيد، ورياضات الرماية (أو رماية الاستهداف)، والدفاع عن النفس، والجمع والحمل السري، مع مجموعات مختلفة من المتطلبات والأذونات والمسؤوليات.
غالبًا ما تسن قوانين الأسلحة بهدف الحد من استخدام الأسلحة الصغيرة في النشاطات الإجرامية، بشكل خاص الأسلحة التي توصف بأنها قادرة على إحداث أكبر قدر من الضرر وتلك التي يسهل إخفاؤها، كالأسلحة اليدوية والأسلحة قصيرة الماسورة الأخرى. قد يشمل الأشخاص المحظورون من الوصول القانوني إلى الأسلحة النارية أولئك الذين تقل أعمارهم عن عمر محدد أو من لديهم سجل إجرامي. يمكن أن يتم رفض منح تراخيص الأسلحة النارية لأولئك الذين يبدو أنهم أكثر عرضة لخطر إيذاء أنفسهم أو الآخرين، كالأشخاص الذين لديهم تاريخ من العنف المنزلي، ومن لديهم اضطراب تعاطي كحول أو اضطراب تعاطي مخدرات أو مرض عقلي أو اكتئاب أو محاولات انتحار. قد يتوجب على المتقدمين للحصول على ترخيص أسلحة نارية أن يثبتوا جدارتهم من خلال الخضوع لدورة تدريبية لسلامة التعامل مع السلاح وأن يظهروا وجود مكان آمن لتخزين الأسلحة.
قد يحد التشريع الذي يقيد الأسلحة الصغيرة من استخدام أسلحة أخرى، كالمتفجرات والنشابيات والسيوف وأسلحة الصدم الكهربائية، ومسدسات الهواء وبخاخات الفلفل. قد يحد أيضًا من ملحقات الأسلحة النارية لا سيما مخازن الذخيرة عالية السعة وكاتمات الصوت. قد يكون هناك تقييد على كمية أو أنواع الذخائر المشتراة، مع حظر بعض الأنواع. نظرًا لأن هذه المقالة تشمل مجالًا واسعًا، فإنه لا يمكن توفير تغطية مفصلة لكل هذه المسائل؛ ستحاول المقالة بدلًا من ذلك تقديم ملخص موجز لقوانين أسلحة كل بلد المتعلقة منها باستخدام المدنيين للأسلحة الصغيرة وملكيتها.

## الكلمة والاصطلاح
لا تعرّف الأسلحة النارية بالطريقة نفسها في جميع البلدان.
تستخدم بعض المصطلحات في العديد من البلدان في سياق قوانين حمل السلاح. تشمل هذه المصطلحات ما يلي:
- يجب إصداره (shall-issue): يتوقف منح تصريح مطلوب أو ترخيص فقط على تحقيق معايير معينة يحددها القانون؛ لا تملك السلطة المانحة حرية التصرف في منح الترخيص.
- يمكن إصداره (may-issue): يتوقف منح تصريح مطلوب أو ترخيص جزئيًا على تقدير السلطات المحلية. يمكن أن توفر بعض الولايات القضائية بعض السبل القانونية والإدارية لمقدم الطلب للاعتراض على رفض التصريح، بينما لا يقدم بعضها الآخر ذلك.
- لا يمكن إصداره (no-issue): ليس مسموحًا منح التصريح المطلوب أو الترخيص، إلا في ظروف محدودة للغاية.

قوانين السلاح يمكن تصنيفها حسب البلد وفقًا لبعض الخصائص المشتركة المحددة مثل:
- لا تطلب اليمن ومعظم الولايات الأمريكية أي تصريح للحصول على معظم أنواع الأسلحة النارية، مما يعني أن الشخص غير المحظور قد يشتريها من تاجر مرخص.
- بعض البلدان بما فيها النمسا، وليختنشتاين وسويسرا تمنح ترخيصًا جزئيًا ما يعني أن أي مواطن غير محظور يمكن أن يشتري البنادق متعددة الطلقات وبنادق كسر الحركة من تاجر مرخص ولا يلزم التصريح إلا للمسدسات والأسلحة النارية شبه الآلية.
- تسمح بعض البلدان بملكية الأسلحة النارية بدون سبب وجيه أو بوجود تصريح بسيط للسبب. على سبيل المثال، بينما يطلب القانون في النمسا وجود سبب وجيه للحصول على رخصة للأسلحة اليدوية، فإن الدفاع عن النفس في المنازل يعتبر مقبولًا كسبب وجيه. لا تطلب كندا ونيوزلندا سببًا وجيهًا للحصول على معظم أنواع المسدسات الطويلة، لكنها تطلبه من أجل الأسلحة المقيدة كالأسلحة اليدوية.
- بعض البلدان تطلب سببًا وجيهًا للحصول على ترخيص الأسلحة النارية. في البعض منها مثل بولندا ومالطا تضع قائمة بالأسباب الوجيهة والظروف التي يجب تحقيقها بشكل صريح في القانون في حين أن البعض الآخر مثل قانون كينيا والمملكة المتحدة لا يحدد ما الذي يمكن اعتباره سببًا وجيهًا ويتم تركه لتقدير السلطات. في بعض البلدان مثل الصين، واليابان وميانمار فإن عدد محدود جدًا من الأشخاص مسموح لهم بامتلاك الأسلحة النارية وقد أصدر عدد قليل من التراخيص؛
- في عدد قليل من البلدان، بما فيها كمبوديا وإريتريا وجزر سليمان، يحظر بشكل كامل امتلاك المدنيين للأسلحة النارية.

## روابط خارجية
- GunPolicy.org نسخة محفوظة 1 أبريل 2021 على موقع واي باك مشين. – University of Sydney hosted database on armed violence, firearm law and gun control
- Small Arms Survey with 2007 survey of 178 countries نسخة محفوظة 18 مايو 2017 على موقع واي باك مشين.
- Missing Pieces: A Guide for Reducing Gun Violence through parliamentary action Centre for Humanitarian Dialogue، Inter-Parliamentary Union, 2007
- Questionnaire for the Seventh United Nations Survey of Crime Trends and Operations of Criminal Justice Systems, covering the period 1998––2000